# Waitahuna
Waitahuna  est une petite localité rurale, située dans la région d'Otago dans l’Île du Sud de la Nouvelle-Zélande.

## Situation
Elle est localisée à 10 km de la ville de Lawrence.

## Histoire
Au 19e siècle, la ville se développa après la découverte d’or.
Le 'Waitahuna Gully Miner's Monument' commémore cette découverte et l’activité des mineurs, qui vécurent dans ce secteur.
Un autre caractère notable de l’activité de l’homme est le Pont suspendu au-dessus de la rivière Waitahuna  construit dans les années 1905 à 1906.

## Éducation
La ville possède une école primaire, qui accueille les enfants locaux, allant de l’année scolaire 1 à 6 avec des standards académiques élevés

## Accès
La ville fut brièvement un terminus pour le chemin de fer, quand l’embranchement à partir de la jonction au niveau de la ville de Clarksville avec la Main South Line (en) fut ouvert vers la ville le 22 janvier 1877.
Un petit peu plus de deux mois plus tard, la ligne fut ouverte au-delà de Waitahuna vers la ville de Lawrence et elle devint connue sous le nom de Roxburgh Branch (en).
Les trains de passagers desservirent la ville de Waitahuna jusqu’au 4 septembre 1936.
À partir de cette date et jusqu’à la fermeture de la ligne, le 1er juin 1968, la ligne n’assura que le transport du fret.
Malgré la fermeture de la ligne, la halle à marchandises de Waitahuna, le bâtiment de la gare, et même les toilettes hommes sont toujours en place sur de site de l’ancienne place du chemin de fer.